# Rayden (rapero)
David Martínez Álvarez (Alcalá de Henares, Madrid, 30 de julio de 1985), más conocido como Rayden, es un escritor, compositor, productor y cantante español, que anteriormente fue componente del grupo de rap A3Bandas y Crew Cuervos. Siendo además el segundo campeón mundial de la Red Bull Batalla de los Gallos.

## Biografía
Rayden fue campeón mundial de la Red Bull Batalla de los Gallos del año 2006. Ese mismo año, también había ganado la final nacional española que fue la que le permitió asistir ese mismo año al campeonato mundial. En el año 2007, también tuvo una oportunidad de defender su título, pero perdió en octavos de final contra Junior, un freestyler hondureño. Posteriormente, actuó como jurado en la semifinal de Madrid, la Final Nacional en el 2008 y 2009. 
En el año 2009 Rayden vuelve a subirse al escenario de la Red Bull Batalla de los Gallos,en la que Rayden logró quedar en semifinales, compitiendo con otros MC como Noult, Chester, Piezas, McKlopedia, Freescolate, Arkano y Link One. El ganador final fue Noult.
Ha colaborado con gente como  Tanxugueiras, Pablo López, Mäbu, Leiva, Rozalén, Sidecars, Iván Ferreiro, Andrés Suárez, Alfred García, Bely Basarte, etc. descubriéndose como uno de los artistas que más puentes ha construido entre estilos en el ámbito nacional.
Su discografía en solitario se compone de 8 discos, siendo el primero de ellos Estaba escrito (LP) 2010, BOA Music. Su segundo lanzamiento, Mosaico (LP) 2012, BOA Music, consiguió agotar entradas en ciudades como Valencia, Las Palmas de Gran Canaria, Mérida, Córdoba, Barcelona o Madrid, haciendo dos fechas en estas dos últimas. En noviembre del 2014 publicó En alma y hueso, 2014, BOA Music, su tercer álbum en solitario. Este disco llegó directo al N.º 7 en la lista de ventas de España y permaneció 11 semanas en la lista de los 100 discos más vendidos con más de 10 000 copias. Antónimo (LP) 2017, Warner Music, fue el primer disco del proyecto de una trilogía en torno a la palabra ideado por Rayden. Éste fue seguido por el lanzamiento de Sinónimo, 2019, Warner Music, con temas como ‘Haz de Luz’, canción con más de 5 millones y medio de reproducciones en plataformas digitales de streaming.  
La trayectoria musical del artista ha sido premiado en numerosas ocasiones. Fue nominado a mejor artista español en los MTV Europe Music Awards de 2015 y a mejor artista en los Premios de los 40 Principales. En los premios MIN recibió el galardón a mejor artista y a mejor videoclip por Matemática de la carne. 
Rayden también ha cultivado la escritura, siendo autor de tres libros: "Herido Diario", "TErminAMOs y otros poemas sin terminar" y "El mundo es un gato jugando con Australia". En cuanto a su labor social, ha colaborado con organizaciones como las Naciones Unidas y ha sido embajador de Google contra el discurso de odio.  
En 2022 Rayden realiza la gira "Quiero que nos volvamos a ver", la cual arrancó en octubre de 2021 en el festival Madrid Salvaje, donde abarrotó el recinto. Al mismo tiempo, es uno de los 14 candidatos elegido por RTVE para el Benidorm Fest 2022, que funge como la selección nacional usada para representar a España en el Festival de la Canción de Eurovisión 2022 que tendrá sede en mayo del mismo año en Turín; su entrada se titula La Calle de la Llorería.
En una entrevista en "Zenda" elogió el libro de poesía "Follas novas" de Rosalía de Castro.
En marzo de 2023 dio a conocer que dejaba la música para dedicarse a la escritura. Dos años después, en marzo de 2025, anunció en una entrevista su regreso a los escenarios.

## Discografía

### En solitario
- Estaba escrito (LP, Boa Music, 2010)
- Mosaico (LP, Boa Music, 2012)
- En alma y hueso (2LP, Boa Music, 2014)
- Antónimo (LP, Warner Music, 2017)
- Sinónimo (LP, Warner Music, 2019)
- La casa de papel EP (LP, Warner Music, 2020)
- Homónimo (LP, Warner Music, 2021)
- La victoria imposible (LP, Warner Music, 2023)

### ConA3Bandas
- Técnicas de atake (Maqueta) (Independiente, 2003) (Como Asencio)
- Assamitas (Maqueta) (Independiente, 2004)
- No hay símil (Maqueta) (Independiente, 2004)
- Zigurat (Maqueta) (Independiente, 2006)
- El cuarto de las ratas (Maxi) (Boa Music, 2007)
- Galería de héroes (LP) (Boa Music, 2008)

### ConCrew Cuervos
- TSCrew: Maxi (Zona Bruta, 2009)
- Carrie (LP) 2010)
- Héroes y Villanos (2012)

## Videoclips
- Sastre de Sonrisas (2010)
- Punto Medio (con McKlopedia) (2011)
- Si vas (Tributo a un poema de Pablo Neruda) (2012)
- Requiem de obertura (2013)
- Dentro de ti (con Aniki) (2013)
- Mi primera palabra (con Sharif y Swan Fyahbwoy) (2013)
- Charlatanería (2014)
- No nacimos ayer (2014)
- Mentiras de jarabe (2014)
- Tú mismo (2015)
- Matemática de la carne (2015)
- A mi yo de ayer (2015)
- Haciendo cuentas (2015)
- Viviendo en Gerundio (2015)
- Finisterre (con Leiva) (2016)
- Haciéndonos los muertos (2017)
- Pólvora mojada (2017)
- Imperdible (con Sidecars) (2017)
- Pequeño torbellino (Con Mäbu) (2017)
- Caza de pañuelos (2018)
- Beseiscientosdoce (2018)
- Haz de luz (2018)
- Careo (con Bely Basarte) (2019)
- Gargantúa (2019)
- No tengas miedo (2020)
- Itaboy! (con SFDK) (2020)
- Boom,boom,ciao (2020)
- Plan París (2020)
- Jarana (2020)
- El mejor de tus errores con Alice Wonder (2020)
- LoBailao (2020)
- Solo los amantes sobreviven con. Fredi Leis (2020)
- La mujer cactus y el hombre globo (2021)
- Don Creíque (2021)
- Calle de la Llorería (2021)
- Una fiesta en tu nombre (2022)

## Colaboraciones

### En solitario
- Bajo Mínimos Insectos (2004)
- Alexo Gianella Cenizas De Alambique (2006)
- Duo Kie Bonus track (con Legendario, Puto Largo, Swan Fyahbwoy, Tito Sativo, L.E. Flaco, Tote King, Juaninacka, El Chojin, Jefe de la M, Newton y Juan Profundo) (21cm, 2008)
- Rime Ke Le Pasará Al Mundo? (2008)
- Korazon Crudo El Club de los hombres Invisibles (2008)
- Res Non Verba Cuento de Navidad (con Cronosh y Rayden) (Carrera de galgos, 2010)
- Bajo Mínimos Te estoy queriendo tanto (con Seih y Rayden) (La Semilla, 2011)
- Baghira Caminantes (con Rayden) (Bloody Halloween 2, 2011)
- Little Pepe Producto de barrio (remix) (con El Santo, Alberto Gambino y Rayden) (Del mundo hacia Málaga, 2012)
- Yoque, Abeats & DJ Sobe Los mercenarios (con Rayden, Legendario, Ferran MDE y Trafik) (Faltas de ortografía, 2013)
- El Artefuckto Todo lo contrario (con Rayden y Ferran MDE) (A nuestro ritmo, 2013)
- Dremen Infamia (Roy Mercurio con Rayden) (Xtralife, 2013)
- Xenon La Antorcha (2013)
- Green Valley Las Estrellas del Cielo (Hijos de la Tierra, 2014)
- Chojin To My Friends(Energía, 2015)
- Nach Anticuerpos (A Través De Mi, 2015)
- Diego Ojeda "cosquilleo" (con Rayden) (Amerizaje,2015)
- Celestina la Pegatina (ft. Rayden) 2015
- Rober Sua Auto Stop (ft. Rayden) (YOVIDA, 2015)
- Bely Basarte Vía de Escape (ft. Rayden) (Si quieres pierdes, 2015)
- Leiva Finisterre (ft. Rayden) (2016)
- El Momo "Tetsuo" (ft. Rayden y Mediyama) (2017)
- Blas Cantó "Haz de luz" (2019)
- Alfred García "Comunicado Oficial" (2019)
- Arco "Quisiera” (2020)
- Alice Wonder "El mejor de tus errores" (2020)
- Fredi Leis "Solo los amantes sobreviven"
- Ruth Lorenzo "El mismo puñal" (2021)
- Vanesa Martín “Tristan da Cunha” (2021)
- Tanxugueiras “Averno” (2022)
- Dani Fernández "El Lenguaje de los Coleteros" (2023)

### ConA3Bandas
- Bajo Mínimos: Pandemia (2006) (Maqueta)
- El Antidoto: Dosis (2006)
- Galería De Héroes (2008)LP
- HIDRA: El último engranaje (2012)

### Otras colaboraciones y televisión
- Street Magic con Fyahbwoy, Hazhe, Mediyama y Séneka (2014)
- Siglo 21 de RTVE (2018, 2019, 2020)
- La Resistencia: Episodio 121 (2019)
- Operación triunfo: Producción de Fugitivos de Bruno (2020)

## Como productor
Discos 
- Dogma Crew: La octava plaga

 Libros
- Herido Diario (2015)
- TErminAMOs y otros poemas sin terminar (2016)
- El Mundo es un gato jugando con Australia (2019)

 Maquetas 
- Alexo Gianella: Cenizas de Alambique

-Diario de un sintecho
- Cronosh: Ragnarök

-TNT en tu OGT, Miscelánea y Funk you
- Jotandjota: V de Viñetas

-Uve de, Viñetas